# Afronaso cuneiceps
Afronaso cuneiceps är en insektsart som beskrevs av Ronald Gordon Fennah 1957. Afronaso cuneiceps ingår i släktet Afronaso och familjen Caliscelidae. Inga underarter finns listade i Catalogue of Life.